# Hawker P.1121
Die Hawker P.1121 war ein Prototyp für einen einstrahligen und einsitzigen Mach 2+ schnellen Luftüberlegenheitsjäger für die britische Royal Air Force.

## Entwicklungsgeschichte
Im Februar 1955 startete das Air Ministry eine Ausschreibung für einen neuen Abfangjäger. Er sollte Mach 2 fliegen und in weniger als sechs Minuten auf 60.000 ft (18.288 m) steigen können.
Hawker Siddeley reichte einen Entwurf mit der Bezeichnung P.1103 ein, der später weiterentwickelt und in P.1121 umbenannt wurde. Als 1956 der Bau des ersten Mock-up begann, plante man unter der Bezeichnung P.1116 auch eine zweisitzige Variante, die jedoch verworfen wurde. 1957/58 wurde die Entwicklung aufgrund eines Strategiewechsels seitens der britischen Regierung abgebrochen.

## Technische Daten
| Kenngröße             | Daten                                                                    |
| --------------------- | ------------------------------------------------------------------------ |
| Besatzung             | 1                                                                        |
| Länge                 | 20,27 m                                                                  |
| Spannweite            | 11,28 m                                                                  |
| Höhe                  | 4,51 m                                                                   |
| Flügelfläche          |                                                                          |
| Flügelstreckung       |                                                                          |
| Leermasse             |                                                                          |
| Startmasse            | 19.730 kg (geplant)                                                      |
| Marschgeschwindigkeit |                                                                          |
| Höchstgeschwindigkeit | 2.394 km/h (geplant)                                                     |
| Dienstgipfelhöhe      |                                                                          |
| Reichweite            | 1.930 km (geplant)                                                       |
| Triebwerke            | ein de Havilland Gyron, Bristol-Siddeley Olympus oder Rolls-Royce Conway |
| Bewaffnung            |                                                                          |